# Stejaru, Ialomița
Stejaru este un sat în comuna Perieți din județul Ialomița, Muntenia, România.